# Dipsalodon
Dipsalodon és un gènere extint de mamífers creodonts de la família dels oxiènids que visqueren a Nord-amèrica durant el Paleocè. Se n'han trobat restes fòssils a Wyoming (Estats Units). Les espècies d'aquest grup foren uns dels mamífers carnívors més grossos del principi del Cenozoic, després dels mesonics. El seu aspecte devia recordar el d'un toixó, amb el cos allargat i les potes curtes. Tenien el cap gros i el musell curt. Pel que fa a les dents, es caracteritzaven per molars dotades d'un metacònid ben desenvolupat. El talònid de la primera molar inferior exhibia tres cúspides (hipocònid, entoconúlid i entocònid). Les dents carnisseres no estaven particularment diferenciades.